# Bathypanoploea schellenbergi
Bathypanoploea schellenbergi är en kräftdjursart. Bathypanoploea schellenbergi ingår i släktet Bathypanoploea och familjen Stilipedidae. Inga underarter finns listade i Catalogue of Life.